# Bielańsko-Tyniecki Park Krajobrazowy

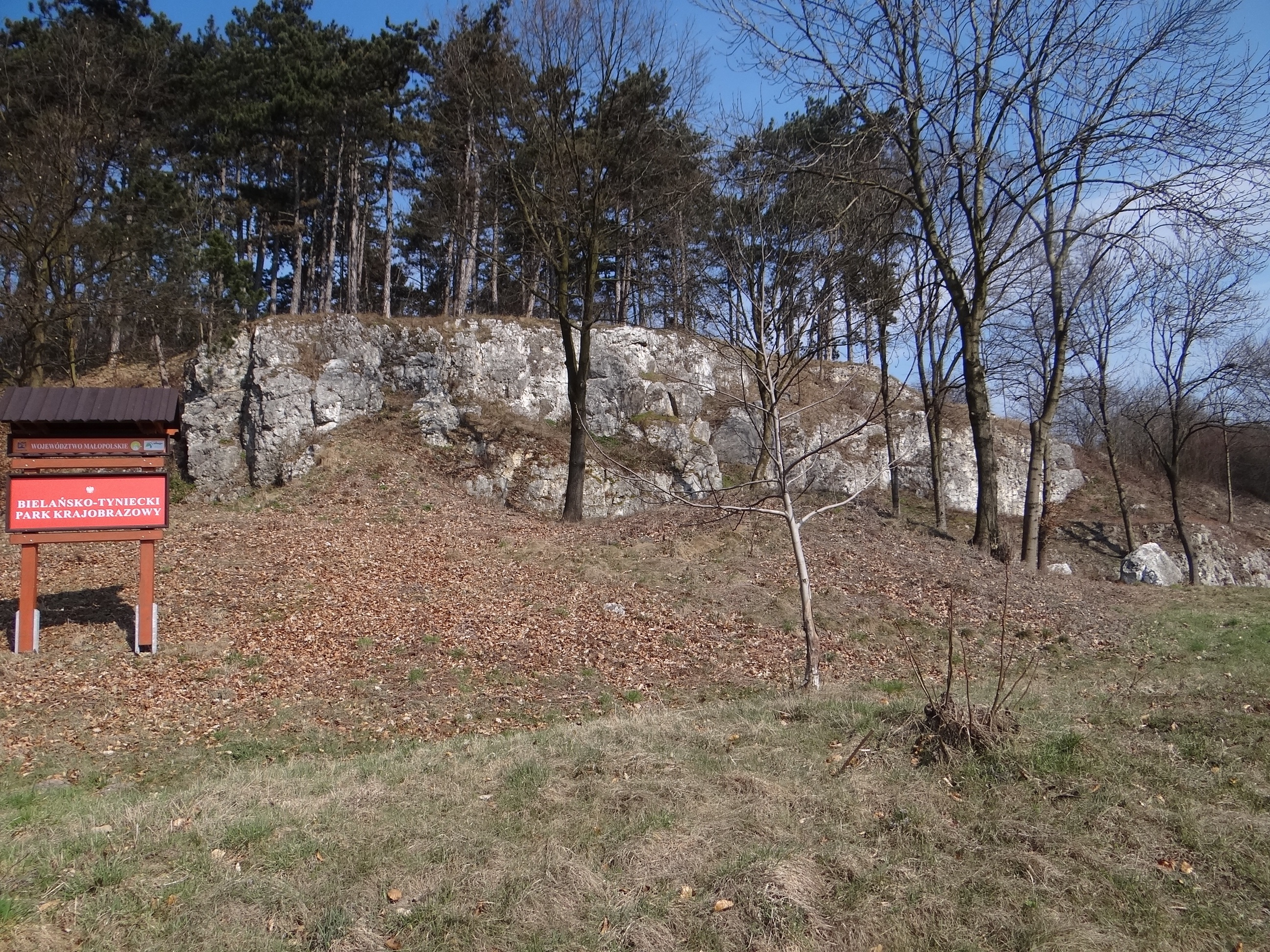
Uroczysko Celiny

Bielańsko-Tyniecki Park Krajobrazowy – park krajobrazowy znajdujący się w województwie małopolskim, na terenie miasta Krakowa oraz gmin Czernichów i Liszki. Obejmuje fragment doliny Wisły pomiędzy Krakowem a Ściejowicami. Był częścią Zespołu Jurajskich Parków Krajobrazowych, a obecnie wchodzi w skład Zespołu Parków Krajobrazowych Województwa Małopolskiego.
Został utworzony Uchwałą Nr 65 Rady Narodowej Miasta Krakowa z 2 grudnia 1981 roku. Powierzchnia parku wynosi obecnie 63,5909 km², natomiast jego otulina liczy 97,6557 km².
W obrębie Parku znajdują się trzy większe kompleksy leśne: Lasek Wolski oraz lasy w okolicach Tyńca i Czernichowa. W Parku znajduje się także kilka jaskiń, w tym Jaskinia Kryspinowska (dł. 255 m). 
Nazwa parku wywodzi się od dwóch klasztorów położonych na terenie parku: Klasztoru Ojców Kamedułów na Bielanach oraz Opactwa Ojców Benedyktynów w Tyńcu.

## Rezerwaty przyrody
Na terenie Bielańsko-Tynieckiego Parku Krajobrazowego znajdują się cztery rezerwaty przyrody: 
- Bielańskie Skałki – ścisły rezerwat leśny,
- Panieńskie Skały – częściowy rezerwat krajobrazowy,
- Skałki Przegorzalskie – rezerwat florystyczny,
- Skołczanka – rezerwat faunistyczny (stepowy).

## Obszary Natura 2000
- Dębnicko-Tyniecki obszar łąkowy (częściowo w otulinie)
- Skawiński obszar łąkowy
- Rudniańskie Modraszki-Kajasówka (w otulinie)

## Użytki ekologiczne
Na terenie Bielańsko-Tynieckiego Parku Krajobrazowego znajdują się pięć użytków ekologicznych:
- Dąbrowa
- Dolina Potoku Olszanickiego-Łąki Olszanickie (w otulinie)
- Staw Królówka
- Uroczysko Kowadza
- Zakrzówek

## Pomniki przyrody
Na terenie Bielańsko-Tynieckiego Parku Krajobrazowego znajdują się 63 pomniki przyrody, np. aleja lip drobnolistnych przy Opactwie Benedyktynów, Jaskinia Kryspinowska, Park przy Willi Decjusza czy Źródło Świętojańskie.

## Zabytki
Do zabytków na terenie parku należą liczne kościoły i klasztory:
kościół Wniebowzięcia Najświętszej Maryi Panny w Krakowie, zespół Opactwa Benedyktynów w Tyńcu, Kaplica Różańcowa w Czernichowie, kaplica pw. Matki Boskiej Śnieżnej w Bodzowie, oraz równie liczne zespoły dworskie i parki zabytkowe: zespół dworski w Chełmie, dwór w Kole Tynieckim, zespół dworski w Ściejowicach, Willa Decjusza, zabytkowy park dworski w Czernichowie.